# Bellesguard

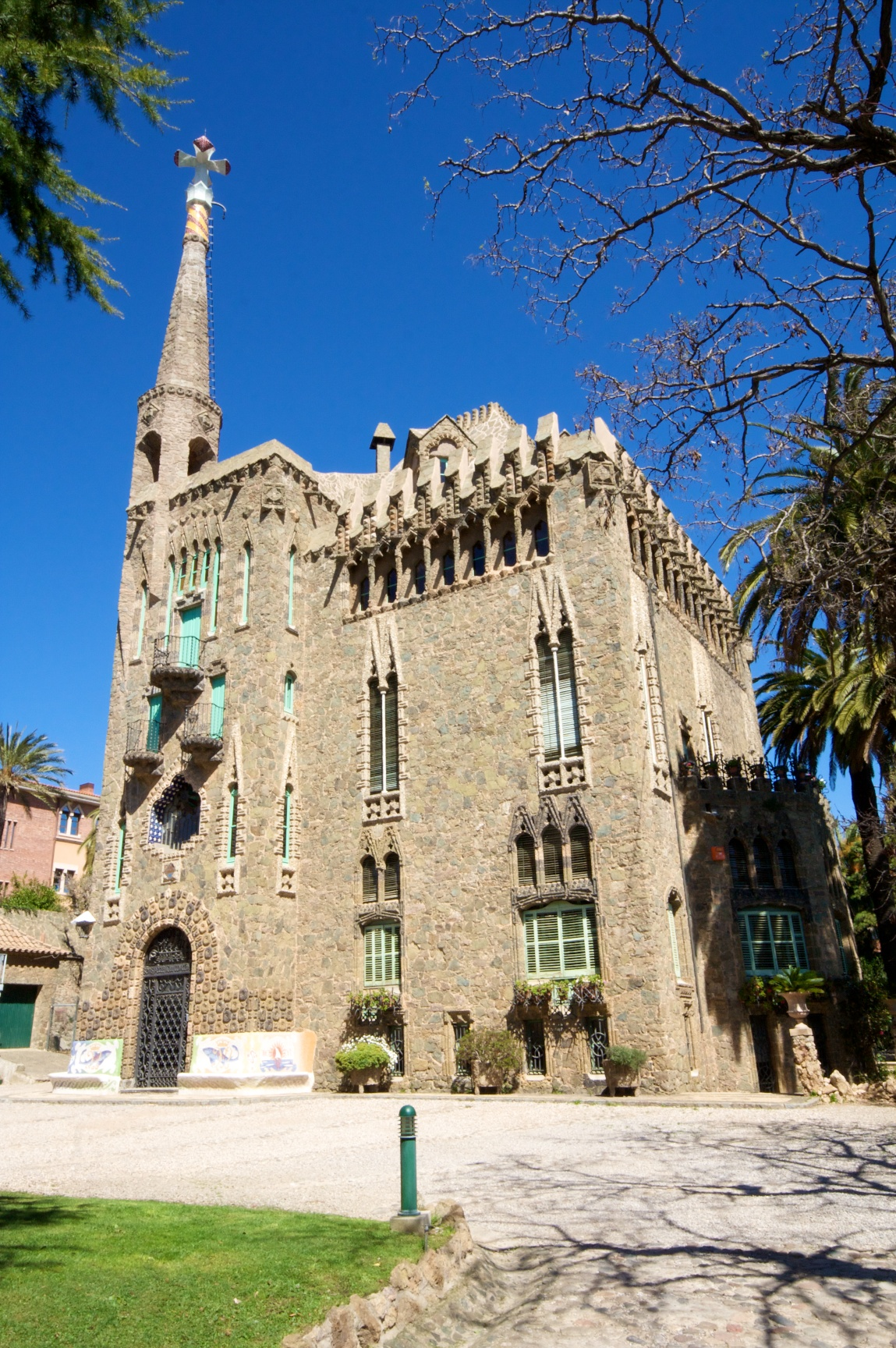
Gesamtansicht

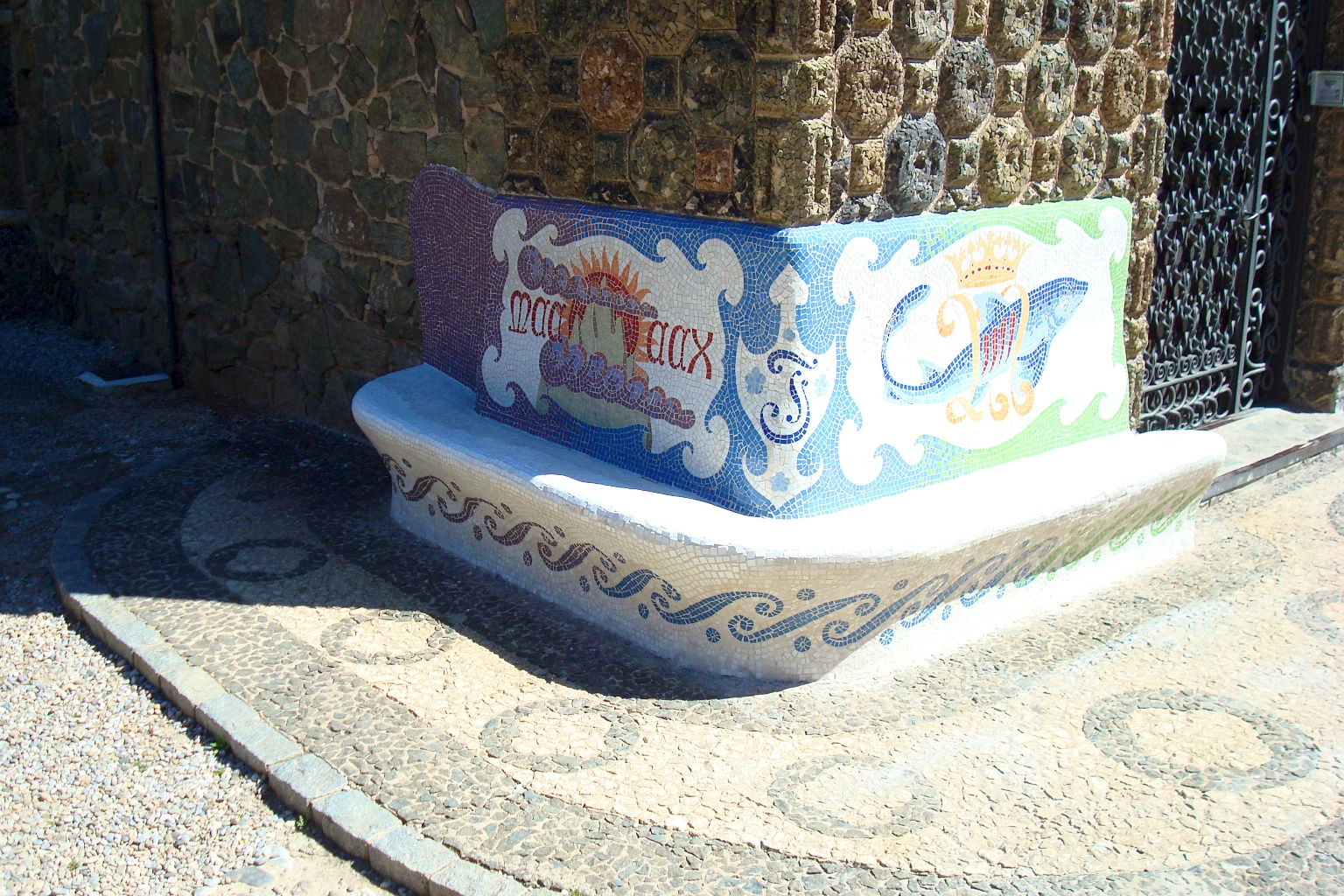
Sitzbank am Eingang

Koordinaten: 41° 24′ 34″ N, 2° 7′ 36″ O
Bellesguard, seltener auch Torre de Bellesguard, ist ein von Antoni Gaudí entworfenes Landhaus in Barcelona (Katalonien). Haus und Grundstück befinden sich in Privatbesitz und können seit September 2013 teilweise besichtigt oder gemietet werden.

## Lage
Das Gebäude liegt im Nordwesten Barcelonas im Stadtteil Sant Gervasi - la Bonanova zu Füßen des Berges Tibidabo in der Straße Carrer de Bellesguard 20 nahe der Einmündung in die Ronda de Dalt. 

## Vorgängergebäude
An Stelle des heutigen Landhauses befand sich im Mittelalter ein Sommerpalast der Könige von Aragon, dem aufgrund seiner Lage der Name Palau de bell Esguard (Palast zur schönen Aussicht) gegeben wurde. Für König Martin I. besaß dieser Ort schicksalhafte Bedeutung, da er hier im Juli 1409 vom Tod seines Sohnes Martin erfuhr und am 17. September des gleichen Jahres im Beisein von Papst Benedikt XIII. und von Vinzenz Ferrer Margarita de Prades heiratete. Nachdem der König bereits im Mai 1410 ohne männlichen Erben gestorben war, wurde der Palast verlassen. 1422 wurde das Gelände von der Krone veräußert, der Palast verfiel. 
Im 17. Jahrhundert diente das Gelände mit der Palastruine der Bande des Räubers Serrallonga als Unterschlupf.

## Baugeschichte
Ende des 19. Jahrhunderts gehörte das Grundstück, auf dem sich nur noch wenige Reste des gotischen Palastes befanden, dem Bischof Juan Bautista Grau y Vallespinos, für den der aufstrebende Architekt Antoni Gaudí bereits den Bischofspalast von Astorga entworfen hatte. Da jener in seinem Testament verfügt hatte, all sein Eigentum für die Stiftung einer Schule zu veräußern, stand das Grundstück zum Verkauf, was Gaudí – wissend um die Geschichte des Ortes – dazu nutzte, sich in die Verkaufsverhandlungen zwischen den Testamentsvollstreckern und der Erwerberin Maria Sagués Molins, der Witwe des Mehlhändlers und Gaudí-Bewunderers Jaume Figueras, einzuschalten. Er erhielt dann den Auftrag zur Errichtung eines repräsentativen Landhauses im damals noch dünn besiedelten Sant Gervasi, den er von 1900 bis 1902 umsetzte. Nach Gaudís Rückzug übernahm Domènec Sugrañes i Gras (1878–1938) die Fertigstellung. Im Jahr 1983 erfolgte eine umfassende Restaurierung des Gebäudes. Im Mai 2008 musste das Turmkreuz zeitweilig entfernt werden, da aufgrund des Baus einer Hauptwasserleitung in unmittelbarer Nähe akute Einsturzgefahr bestand.

## Stil
Das auf einem nahezu quadratischen Grundriss errichtete Gebäude (Kantenlänge jeweils rund 15 Meter) verfügt über Schräglinien, die exakt auf die Kardinalpunkte ausgerichtet sind. Zwei Anbauten – der Treppenturm und die Galerie des Salons – unterstreichen den wuchtigen und geschlossenen Eindruck dieser freien Interpretation der Gotik. Die extreme Verlängerung der Fenster und die konische, lang gezogene Turmhaube bewirken ein Gefühl von Größe, was das Grundmaß des Gebäudes vergessen lässt. Bis zur Spitze des Turmkreuzes ist das Gebäude rund 33 Meter hoch.
Die Fassade besteht größtenteils aus in der Umgebung anzutreffenden Bruchsteinen in Grau- und Grüntönen (Schiefer), lediglich im Bereich der Türen und Fenster kam Bossenwerk aus mit Mörtel vermengten Kieselsteinen zum Einsatz. Das Gebäude selbst besteht aus verputztem Backstein, wobei durch die Gestaltung der Decken in Form zarter, parallel angeordneter und meist spitz zulaufender Böden auf die damals übliche Verwendung von Tragbalken verzichtet werden konnte.
Das Gebäude verfügt über einen Keller, ein Untergeschoss, zwei Wohngeschosse und einen zweistöckigen Dachboden. Das Kellergeschoss und die der Straße abgewandten Teile des Untergeschosses dienten als Lager- und Versorgungsräume, das Kellergewölbe bilden zylindrische Säulen aus Ziegeln. Das untere Hauptgeschoss enthielt das Wohn- und das Esszimmer, die darüber liegende Etage beherbergte die Schlafzimmer. Der Dachboden war als Wasch- und Trockenboden ausgelegt.
Das im angebauten Turm befindliche Treppenhaus ist mit einer lichten Höhe von 10 Metern der höchste Raum des Hauses, da die umlaufende Treppe Zugang zu allen Etagen bot. Im Kontrast zur düster wirkenden, dunklen Außenfassade und im Gegensatz zu den meisten anderen Gebäuden, welche Gaudì entwarf, verzichtet das Treppenhaus auf jegliche Ornamente und Farben, seine Wände sind lediglich mit Gips und weißer Kalkfarbe bedeckt, was zur Reflexion des einfallenden Lichtes von den Wänden und intensivem Schattenwurf führt.
Das schiefergedeckte Dach hat auf der Höhe des ersten Dachbodens einen mit Zinnen besetzten Umlauf, oberhalb des oberen Dachbodens befindet sich eine kleine Aussichtsterrasse.

## Besonderheiten
Wie viele andere Gebäude, die Gaudí entwarf, wird auch hier der Turm durch ein vierarmiges Kreuz abgeschlossen. Dieses steht auf einer katalanischen Flagge (Senyera) aus Glas-Elementen und einer Krone, die der ehemaligen Königskrone von Aragon ähnelt. 
Da zum Zeitpunkt der Errichtung des Gebäudes der Zugang zum Friedhof von Sant Gervasi nur über das Gelände möglich war, entwarf Gaudí einen Viadukt unter Verwendung der Reste der alten Palastmauer (1903–1905).
Große Teile der Inneneinrichtung lassen im Gegensatz zum gotisch geprägten Äußeren einen starken Einfluss des Mudejarstils erkennen, was darauf zurückzuführen ist, dass diese weitestgehend erst nach dem Rückzug Gaudís unter seinem Nachfolger Domènec Sugrañes i Gras realisiert wurde.